# Bertil Göransson

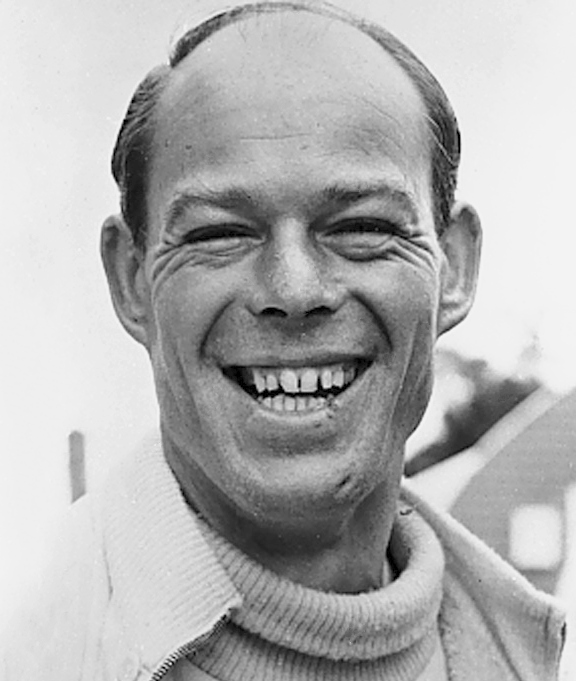
Bertil Göransson (ca. 1956)

Bertil Edvard Göransson (* 9. Februar 1919 in Limhamn; † 10. April 2004 in Vårgårda) war ein schwedischer Steuermann im Rudern, der 1956 eine olympische Silbermedaille gewann.

## Karriere
Göransson, der für den Roddklubben Three Towns in Kungälv ruderte, gewann bei den Europameisterschaften 1955 in Gent die Silbermedaille im Vierer mit Steuermann zusammen mit Evert Gunnarsson, Olof Larsson, Gösta Eriksson und Ivar Aronsson hinter den Argentiniern und vor den Finnen. Alle fünf gehörten auch zum schwedischen Achter, der hinter dem Boot aus der Sowjetunion ebenfalls Silber gewann.
Im Jahr darauf traten die fünf Schweden auch bei den Olympischen Spielen 1956 in Melbourne in beiden Bootsklassen an. Im Vierer gewannen sie die Silbermedaille hinter den Italienern und vor den Finnen. Der schwedische Achter belegte den vierten Platz hinter den Booten aus den Vereinigten Staaten, Kanada und Australien.